# Hérnicos
Los hérnicos o erniciī fueron un pueblo que habitó en el sureste del Lacio, entre el lago Fucino y el río Sacco (Trerus). Mantuvieron una estrecha relación con los latinos. Eran vecinos de los volscos, al sur, y de los ecuos y marsos, al norte.
Al igual que muchos pueblos itálicos no tenían un desarrollo urbano importante y los nucleaba un centro religioso, Anagni. Se organizaban como una confederación de tribus: Alatri, Piglio, Veroli, y Ferentino.

## Historia
Conservaron durante largo tiempo su independencia y en 486 a. C., eran lo suficientemente poderosos como para concluir un tratado con los latinos.
Para protegerse de los volscos y los ecuos se integraron en la Liga Latina. Sin embargo, en 362 a. C. perdieron gran parte de sus territorios a manos de Roma,
En 306 a. C., la segunda guerra samnita llegó a su fin y el Senado Romano decidió la suerte de los prisioneros hérnicos, quienes habían combatido junto a los samnitas. La mayoría de las ciudades hérnicas declararon la guerra a Roma, con la excepción de Ferentinum, Aletrium y Verulae. Fueron fácilmente sometidos por el cónsul romano Quinto Marcio Trémulo, y su principal ciudad, Anagni fue conquistada y reducida al estatus de  praefectura ; mientras que Ferentinum, Aletrium y Verulae fueron recompensadas por su fidelidad con la concesión del estatus de municpia libres, y con el derecho de matrimonio con los romanos, privilegio envidiable en aquella época.
El nombre de los hérnicos, como el de los volscos, está ausente en la lista de pueblos itálicos en el suministro de tropas en 225  a. C.; de lo cual se deduce que su territorio no se diferenciaba ya del Lacio y habrían recibido probablemente la ciudadanía romana sin derecho de sufragio. Sus magistrados fueron privados de la jurisdicción civil y degradados a la condición de prefectos. Las inscripciones latinas más antiguas del distrito datan de la guerra Social.
Nada prueba que los hérnicos hubieran hablado jamás un dialecto realmente diferente del latín, pero una o dos glosas indican que su vocabulario tuvo rasgos característicos, como podría esperarse en los pueblos que mantuvieron hábitos y costumbres locales: su nombre con la terminación en -cus . Por los otros tipos de tribus, cuyo nombre finaliza en -cus, —como el de los volscos— parece que fueron los primeros habitantes de la costa occidental de Italia, habiéndose establecido antes que las tribus cuyo nombre tiene el sufijo en -nus.